# Episodi de Il patriarca (prima stagione)
La prima stagione della serie televisiva Il patriarca, composta da 12 episodi, è stata trasmessa in prima visione su Canale 5 ogni venerdì dal 14 aprile al 19 maggio 2023 in sei prime serate.
| nº | Titolo       | Titolo          | Prima TV       |
| nº | In streaming | In chiaro       | Prima TV       |
| -- | ------------ | --------------- | -------------- |
| 1  | Episodio 1   | Prima puntata   | 14 aprile 2023 |
| 2  | Episodio 2   | Prima puntata   | 14 aprile 2023 |
| 3  | Episodio 3   | Seconda puntata | 21 aprile 2023 |
| 4  | Episodio 4   | Seconda puntata | 21 aprile 2023 |
| 5  | Episodio 5   | Terza puntata   | 28 aprile 2023 |
| 6  | Episodio 6   | Terza puntata   | 28 aprile 2023 |
| 7  | Episodio 7   | Quarta puntata  | 5 maggio 2023  |
| 8  | Episodio 8   | Quarta puntata  | 5 maggio 2023  |
| 9  | Episodio 9   | Quinta puntata  | 12 maggio 2023 |
| 10 | Episodio 10  | Quinta puntata  | 12 maggio 2023 |
| 11 | Episodio 11  | Sesta puntata   | 19 maggio 2023 |
| 12 | Episodio 12  | Sesta puntata   | 19 maggio 2023 |

## Prima puntata

### Episodio 1
- Diretto da: Claudio Amendola
- Soggetto di: Camilla Nesbitt
- Scritto da: Mizio Curcio, Paolo Marchesini e Sandrone Dazieri

#### Trama
L'imprenditore Nemo Bandera, l'uomo più potente di Levante (città della Puglia) scopre di avere l'Alzheimer, a diagnosticarglielo è la dottoressa Gloria Longhi, e decide di non parlarne ancora in famiglia. In occasione dei suoi sessant'anni davanti a familiari e amici elogia il suo percorso da imprenditore a Levante dove ha ereditato dal suocero la Deep Sea, azienda ittica con interessi nei settori alberghiero, edilizio e dei trasporti e che è servita come copertura per il traffico di droga. Per l'occasione sono tornati a casa anche i figli Carlo, ragazzo  che in passato ha avuto problemi di droga e soldi e che si dovrebbe occupare del ramo alberghiero, e Nina, che fa la pittrice a Parigi senza molto successo. Al suo fianco Nemo ha i fidati Marco Ferro, da anni suo luogotenente che si occupa del lavoro sporco, e Mario Rizzi, brillante avvocato che ha praticamente adottato alla morte del padre e della madre quando era un ragazzino, permettendogli di studiare. Prima di sposarsi Nemo aveva avuto una storia d'amore con Ada, in parallelo Nemo si preoccupa di pagare le cure all'ex fidanzata che è ricoverata da tempo in una clinica senza molte speranze di risvegliarsi; dalla relazione con la donna era nata Lara, la sua prima figlia. Ada è in coma e rispettando le volontà della madre Lara intende staccare la spina e lasciarla morire serenamente, ma Nemo non intende permetterlo appellandosi al tribunale. Il giorno dopo la festa, Nemo annuncia ai figli di volersi ritirare e di voler lasciare a loro le redini, tagliando fuori Mario. Nemo tranquillizza il suo figlioccio dicendogli che per questioni familiari l'azienda andrà ad uno dei figli e che lui comunque manterrà il suo ruolo; gli dice inoltre che completerà l'ultimo affare di droga prima di lasciare definitivamente quel tipo di affari. L'ex poliziotto Franco Buscemi va in carcere a far visita al narcotrafficante Luigi Tigre, proponendogli di prendere il posto di Bandera nel business della droga e gli dice che l'imprenditore ha infiltrato un uomo nella sua banda: si tratta di Vento, che è anche il fidanzato di Lara. Nemo viene a sapere da Ferro che Buscemi si è giocato i soldi che gli aveva affidato e che non ha corrotto il giudice per evitare che venisse staccata la spina ad Ada e così lo affronta su una spiaggia e lo uccide con una coltellata (come aveva predetto la dottoressa Longhi col progredire dell'Alzheimer per Nemo sarebbe diventato più difficile contenere i propri scatti di rabbia), accorgendosi di essere stato visto da un bambino di nome Biagio che stava telecomandando un drone.
- Ascolti: telespettatori 3 216 000 – share 19,20%[4].

### Episodio 2
- Diretto da: Claudio Amendola
- Soggetto di: Camilla Nesbitt
- Scritto da: Mizio Curcio, Paolo Marchesini e Sandrone Dazieri

#### Trama
Freddy e altri uomini di Tigre attaccano i camion della Deep Sea impossessandosi del carico di cocaina; nello scontro Freddy ferisce il fidanzato di Lara, che riesce a scappare. Mario intanto, d'accordo con la sua ambiziosa compagna Elisa, inizia a frequentare Nina essendo convinto che sarà lei l'erede di Nemo e i due, dopo un pranzo, finiscono per fare sesso nel bagno di un ristorante. Serena, la moglie di Nemo, chiede invece a Mario di aiutare il figlio Carlo a discapito di Nina, alla quale non sembra interessare l'azienda. La polizia inizia a indagare sull'agguato ai camion e sulla scomparsa di Buscemi; Mario cerca di corrompere l'ispettore Monterosso, il quale rifiuta sdegnato. Mario ha fatto delle ricerche su Monterosso, per un po' di tempo ha lavorato a Napoli ottenendo ottimi risultati nella lotta alla camorra, Monterosso e Buscemi in passato erano colleghi, Monterosso aveva di lui una buona considerazione dal momento che Buscemi era un ottimo ispettore, almeno finché Nemo non lo ha rovinato, trasformandolo in un poliziotto corrotto. Monterosso infatti vuole sconfiggere Nemo, per impedirgli di rovinare altra gente. Monterosso, aiutato dalla collega, l'ispettrice Alice Florio, prende in mano il caso sull'omicidio di Buscemi. Intanto Nemo, insieme ai suoi uomini, si vendica del torto subito, dando una lezione a Freddy e ai suoi uomini e recuperando la droga nel loro deposito. Freddy, grazie al tradimento di un amico, riesce a stanare Vento, che era riuscito a nascondersi. Il bambino che ha ripreso l'omicidio di Buscemi fa vedere la registrazione ai propri genitori e poco dopo l'ispettore Monterosso si presenta alla villa di Nemo per arrestarlo.
- Ascolti: telespettatori 3 216 000 – share 19,20%[4].

## Seconda puntata

### Episodio 3
- Diretto da: Claudio Amendola
- Soggetto di: Camilla Nesbitt
- Scritto da: Mizio Curcio, Paolo Marchesini e Sandrone Dazieri

#### Trama
Nemo torna a casa dopo essere stato interrogato da Monterosso. Tigre torna in libertà e insieme a Freddy si presenta a casa di Lara, costringendola a fare una consegna di droga per loro se vuole rivedere Vento. La ragazza è costretta ad obbedire, ma, mentre sta cedendo della cocaina, viene sorpresa dalla polizia, accorsa sul posto grazie a una soffiata. Poco dopo Freddy fa finta di liberare Vento e lo uccide con due colpi alla schiena. Carlo non si presenta al funerale del padre di Alex e i due finiscono per litigare duramente, tanto che il figlio di Bandera, quando esce di casa il fidanzato, getta per terra l'urna con le ceneri di Franco. Carlo nel frattempo ha preso in mano un progetto di riqualificazione alberghiera su spinta della madre, stupendo il padre: su alcuni terreni di famiglia nel Gargano dovrebbe sorgere un complesso di lusso con il coinvolgimento di Gianni Ferraioli, imprenditore e vecchio amico di Serena. Nel frattempo Monterosso rintraccia Biagio, il bambino che ha assistito all'omicidio. Proprio quando va a interrogarlo sia il piccolo sia i genitori non si trovano più a casa, infatti Ferro li ha convinti a lasciare Levante e a farsi consegnare il video girato dal drone, cosicché non possa mettere in pericolo Nemo. Lara viene rilasciata grazie all'intercessione del padre, ma al ritorno a casa ad aspettarla c'è Freddy, che vuole sapere come mai è tornata in libertà così in fretta e se ha fatto i loro nomi; il pronto intervento di Malcom evita il peggio e mette in fuga i malviventi. Mario continua a frequentare di nascosto Nina e chiede a Carlo di coinvolgerla nel suo progetto. Nemo avvicina Santa, la madre di Tigre, in chiesa, chiedendo la testa di Freddy, poiché ha messo le mani addosso a Lara; la donna cerca quindi di convincere Tigre a vendere i suoi uomini.
- Ascolti: telespettatori 2 691 000 – share 16,40%[5].

### Episodio 4
- Diretto da: Claudio Amendola
- Soggetto di: Camilla Nesbitt
- Scritto da: Mizio Curcio, Paolo Marchesini e Sandrone Dazieri

#### Trama
Nemo insiste affinché venga messo a tacere un giornalista scomodo che sta scrivendo troppi articoli sui suoi affari, ma Mario, dopo essere stato tagliato fuori dal boss, aveva chiesto al giornalista di continuare con il suo lavoro per danneggiare il boss e ora gli chiede di scoprire perché l'imprenditore si stia recando così spesso a Roma, ultimamente non sapendo che vi si è recato per degli esami. Monterosso mette in guardia Alex Buscemi dai Bandera, dato che è convinto che Nemo abbia ucciso suo padre. Alex affronta Nemo, dicendo che la polizia è convinta del suo coinvolgimento e gli chiede dov'era al momento dell'omicidio: l'imprenditore nega tutto e avverte il ragazzo di non mancargli mai più di rispetto prima che Ferro lo allontani. Monterosso se la prende con il collega Riccardi convinto che sia stato assoldato da Bandera; poco dopo l'agente viene preso a pugni da Mario per essersi fatto scoprire. Intanto alla villa dei Bandera, per trattare il progetto di Carlo, è arrivato Gianni Ferraioli. Nemo fa insospettire la moglie e Mario, perché continua a recarsi di nascosto a Roma per le visite programmate con la dottoressa che lo sta seguendo nella terapia. In discoteca Mario assolda una ragazza per passare la serata con Carlo tra alcol e droga e il giorno dopo il ragazzo arriva in ritardo oltreché in pessimo stato alla riunione con Ferraioli, tanto che l'imprenditore decide di non investire più sui terreni dei Bandera. Nemo tira uno schiaffo al figlio, venendo allontanato dalla moglie. Nel frattempo Ferro, grazie alla madre di Tigre, è riuscito a stanare Freddy e un suo uomo e avvisa Nemo; Malcom ha sentito che l'imprenditore ha intenzione di ucciderli e mette al corrente il suo superiore, e così si capisce che in realtà è un infiltrato. Carlo si sfoga con la sorellastra Lara, la quale però prende le difese di Nemo: dato che Carlo si è comportato con immaturità il padre ha agito bene, gli rivela inoltre che Nemo a prescindere dai suoi difetti in realtà non è un cattivo genitori. Poco dopo Lara, allertata da Malcom, interviene evitando che Freddy e il suo uomo vengano uccisi da Nemo. Elisa suggerisce a Mario di iniziare ad allacciare propri contatti con amicizie potenti, in modo da tutelarsi qualora gli illeciti di Nemo dovessero riflettersi su Mario, a cominciare dal sindaco di Levante, le elezioni sono alle porte e loro devono presentare un candidato inappuntabile che possa sfidare Nemo davanti a tutti: effettivamente Mario propone a Elisa di candidarsi lei stessa per il seggio di sindaco. Il giornalista riferisce a Mario di aver scoperto che Nemo si reca spesso a Roma per incontrare una dottoressa. Mario dice a Nina che vuole lasciare Elisa per lei, ma, una volta rientrato a casa, scopre che la fidanzata è incinta, Elisa è felicissima, ormai ha 45 anni e questa è probabilmente l'ultima occasione che avrà di essere madre. Ora lei e Mario devono rinunciare alle loro ambizioni per il bene del bambino, Mario sembra contento di avere con lei una famiglia, ma quando abbraccia la fidanzata sul suo volto appare un'espressione contrariata.
- Ascolti: telespettatori 2 691 000 – share 16,40%[5].

## Terza puntata

### Episodio 5
- Diretto da: Claudio Amendola
- Soggetto di: Camilla Nesbitt
- Scritto da: Mizio Curcio, Paolo Marchesini e Sandrone Dazieri

#### Trama
Nina si infuria con Mario quando le dice che diventerà padre. Un medico sconsiglia ad Elisa di portare avanti la gravidanza, perché è affetta da ipertensione polmonare e ciò metterebbe a rischio il parto. Nemo, che spinge la sua dottoressa a trasferirsi a Levante, cosicché lui non debba più andare a Roma; decide di dare più spazio a Malcom, perché in lui vede del potenziale, ma questa scelta scontenta Mario. Serena, dopo aver capito che Nemo tiene in grande considerazione anche Lara per la successione, cerca di convincere i figli a rimettersi in carreggiata, ma Carlo vuole andare a Siena, mentre Nina non sembra proprio essere interessata. Freddy è convinto di essere stato tradito da Tigre o da sua madre, ma questi negano con fermezza. Nemo, spalleggiato da Malcom, decide di comprare un'azienda concorrente che è in grave crisi e che in cambio assume Lara. Monterosso sta per essere radiato, quando, dopo averlo inseguito, ferma il collega Riccardi (da tempo talpa di Nemo nella polizia di Levante), nella cui auto casualmente viene ritrovata della droga, facendolo arrestare. Lara viene accolta male dalle colleghe e ha la conferma di essere stata avvantaggiata quando il suo nuovo capo le dice che l'ha assunta per fare un favore a Malcom; i due finiscono poi per fare l'amore. Carlo riceve dei soldi dal padre e decide di rimanere a Levante.
- Ascolti: telespettatori 2 427 000 – share 14,80%[6].

### Episodio 6
- Diretto da: Claudio Amendola
- Soggetto di: Camilla Nesbitt
- Scritto da: Mizio Curcio, Paolo Marchesini e Sandrone Dazieri

#### Trama
Elisa decide di abortire, non sapendo che il medico che le aveva consigliato di interrompere la gravidanza era stato pagato da Mario per inventarsi che non avrebbe retto fisicamente. La donna vuole subito cambiare pagina ed è determinata a candidarsi come sindaco di Levante dopo aver lasciato Mario per finta, mentre lui nel frattempo dovrà prendere il comando della Deep Sea: come prima cosa si occupa di licenziare diversi dipendenti dell'azienda presso la quale lavora Lara. La ragazza capisce tutto e se la prende con Malcom; poco dopo chiede ad Alex di candidarsi come sindaco per cambiare le cose a Levante. Intanto Monterosso chiede aiuto a Tigre e a Freddy per fermare Nemo. Serena chiede informazioni a Mario per il divorzio. Una dipendente del conservificio si infortuna sul lavoro, perdendo quasi un braccio. Quando Lara chiede a Nemo di non chiudere l'azienda, lui cade dalle nuvole, perché è stato Mario a decidere tutto, senza il suo consenso. Nemo se la prende con il suo avvocato, perché chiudendo il conservificio perderebbe il rispetto della gente e decide di occuparsene personalmente. Poco dopo sviene nel suo ufficio, dopo aver preso per sbaglio per due volte gli stessi farmaci in pochi minuti. Serena, quando lo trova per terra, chiama subito Ferro e, una volta che si riprende il marito, vorrebbe chiamare un medico, ma Nemo la ferma perché dice di stare bene. La mattina seguente, tenendo all'oscuro Mario, Nemo chiede a Malcom di trasferire dei soldi da un suo conto estero su quello del conservificio. Serena se la prende con Ferro per non averle fatto chiamare l'ambulanza, ma Nemo interviene dicendo che lei sta pensando solo al divorzio. Tuttavia, dopo essersi consultato con la sua neurologa, Nemo decide di raccontare tutto alla moglie sconvolgendola. Nel frattempo, grazie a una soffiata di Tigre, Monterosso intercetta un carico di droga in arrivo al porto, ma ciò non basta per incriminare Nemo. Mario capisce che Nemo è malato, perché il giornalista che lavora per lui ha scoperto che il boss va spesso da una neurologa. Elisa presenta la sua candidatura a sindaco, attaccando Bandera e aggiungendo di aver lasciato Mario e di aver terminato il rapporto lavorativo con la Deep Sea. Poco prima in bagno ha sentito Mario e Nina mentre facevano sesso. Ferro fa uccidere uno dei pescatori che si è venduto a Tigre. Serena decide di stare vicino a Nemo.
- Ascolti: telespettatori 2 427 000 – share 14,80%[6].

## Quarta puntata

### Episodio 7
- Diretto da: Claudio Amendola
- Soggetto di: Camilla Nesbitt
- Scritto da: Mizio Curcio, Paolo Marchesini e Sandrone Dazieri

#### Trama
Serena convoca i figli e Mario a casa e li spiazza quando rivela che Nemo ha l'Alzheimer, sebbene lui non voglia dirlo a nessuno. Serena dice a Mario che d'ora in poi ogni decisione sulla società dovrà passare da lei. Elisa non crede alla malattia di Nemo e mette in guardia Mario. Lara da un numero sconosciuto riceve un video, che mostra Malcom in compagnia di una donna e un bambino e fa una scenata nel suo ufficio; Mario gli consiglia di raccontare a Nemo che ha tradito sua figlia, prima che lo faccia lui. Nemo si preoccupa quando il figlio gli chiede se ha ucciso Buscemi e così affronta Alex, che sta preparando la sua corsa alla carica di sindaco. Elisa invita a cena Nina e la mette in guardia, dicendole che può prendersi anche Mario, ma che non deve rimanere incinta. Malcom racconta a Nemo che si sta separando e che ama per davvero Lara; il boss gli dice che se riuscirà a convincere la ragazza allora avrà convinto anche lui a tenerlo, sfida che il contabile deve riuscire a vincere. Nemo chiede alla madre di Tigre di fermare Monterosso. Tigre pretende per sé una parte del carico di droga sequestrato, ma Monterosso non vuole accontentarlo. Poco dopo, con una pistola sottratta da Freddy a Monterosso al poligono, Tigre uccide l'agente Riccardi ricattando poi l'ispettore. Tigre però dice alla madre di non voler consegnare la pistola a Nemo e di essere pronto a iniziare la guerra contro di lui. Nemo, accompagnato da Mario e Nina, chiede aiuto a tale Adriano Capua, un armatore, per poter salvare la Deep Sea, ma l'uomo disprezza la proposta e il boss lo mette in guardia, dicendogli che il vento potrebbe girargli contro. Nemo capisce che Tigre lo sta fregando e decide di passare all'attacco, ma nella sua masseria ci sono solo pochi uomini, che vengono uccisi.
- Ascolti: telespettatori 2 470 000 – share 14,80%[7].

### Episodio 8
- Diretto da: Claudio Amendola
- Soggetto di: Camilla Nesbitt
- Scritto da: Mizio Curcio, Paolo Marchesini e Sandrone Dazieri

#### Trama
Mario vuole sapere se Nemo è veramente malato e fa pressione sulla dottoressa Longhi, la quale cerca di allontanarsi da lui, sentendosi importunata e viene investita da un'auto sotto casa. La polizia interroga Nemo sulla morte della neurologa, ma Nemo per evitare che si venga a sapere che era un paziente della dottoressa Longhi (e che scoprano del suo Alzheimer) mente, dichiarando che era la sua amante. Carlo, da un post-it sulla sua agenda, capisce che il padre ha a che fare con il traffico di droga e si scontra con lui. Alex intanto in un cassetto di camera sua trova l'agenda di Nemo nascosta da Carlo e, rimasto sconvolto, ne parla con Lara. Ferro si mette alla ricerca dell'agenda e parla con Lara, intestandosi l'omicidio di Buscemi al posto di Nemo. Bandera scopre che Mario gli ha mentito riguardo all'incidente della neurologa e lo redarguisce pesantemente. Poco dopo Nina dice al padre che è innamorata e che ha intenzione di sposarsi con Mario prima che peggiori la sua malattia. La mattina seguente Nemo anticipa Mario, dicendogli che è d'accordo riguardo al matrimonio, ma che dovrà accettare la separazione dei beni, perché non avrà mai la sua azienda. Su soffiata di Tigre, Monterosso risale al bunker, dove gli uomini di Ferro tengono nascosta la droga e attacca Nemo nel corso di una conferenza stampa. A sorpresa Mario ribatte raccontando davanti ai giornalisti che il deposito appartiene a Carlo, spiazzando il ragazzo e la famiglia Bandera.
- Ascolti: telespettatori 2 470 000 – share 14,80%[7].

## Quinta puntata

### Episodio 9
- Diretto da: Claudio Amendola
- Soggetto di: Camilla Nesbitt
- Scritto da: Mizio Curcio, Paolo Marchesini e Sandrone Dazieri

#### Trama
Nemo se la prende con Mario per le sue dichiarazioni alla stampa, ma l'avvocato gli spiega che non c'era altro modo che sacrificare Carlo, tossicodipendente ma incensurato, per salvare lui dal carcere. Carlo viene quindi portato in commissariato e interrogato da Monterosso, fino a quando arriva Mario, che abilmente riesce a riportarlo a casa. Monterosso nel frattempo è riuscito a convincere il commissario a mettere sotto controllo i telefoni dei Bandera, ma un altro poliziotto corrotto avvisa subito Mario. Tigre e Freddy avvicinano Alex durante la campagna elettorale per offrirsi come suoi sostenitori contro Elisa e Nemo, ma il ragazzo prontamente rifiuta. Intanto Serena sta organizzando un evento benefico, al quale Nemo tiene che partecipi anche Lara; la moglie di Nemo non è d'accordo e affronta a muso duro la ragazza con l'obiettivo di non farla venire alla serata, ma questa la prende sul personale e le tiene testa. Il fatto che Nemo desideri la presenza di Lara mette in allarme Mario; ha capito che pure Lara sarà un ostacolo che dovrà affrontare per conquistare la Deep Sea, tuttavia con lei non può usare la seduzione come ha fatto con Nina. Dal momento che Lara e Mario erano molto amici da bambini, l'avvocato preferisce con lei un approccio più gentile, chiedendole un consiglio sul regalo di fidanzamento che desidera fare a Nina. Serena ha capito che l'Alzheimer di Nemo sta peggiorando, dato che il marito desiderava invitare pure la dottoressa Longhi all'evento: ha già dimenticato che è morta. Intanto a Malcom viene concesso di continuare l'operazione sotto copertura ora che è entrato in confidenza con Lara. La ragazza si presenta a casa Bandera e Serena s'infuria con Nemo per l'imbarazzo che le crea davanti ai giornalisti. Alex viene picchiato dagli uomini di Tigre e il suo comitato viene messo sottosopra; Lara e Carlo accorrono in suo aiuto e la ragazza registra un duro video di accuse. Nemo e Ferro al telefono parlano di un carico in arrivo a Portorosso e l'ispettore Monterosso si precipita sul posto, trovando però solo uno scatolone con una dedica e dei granchi e capendo così di essere stato ingannato.
- Ascolti: telespettatori 2 607 000 – share 15,60%[8].

### Episodio 10
- Diretto da: Claudio Amendola
- Soggetto di: Camilla Nesbitt
- Scritto da: Mizio Curcio, Paolo Marchesini e Sandrone Dazieri

#### Trama
Freddy una sera aggredisce Lara davanti a casa, ma scappa dopo aver sparato a Malcom rimanendo ferito; la ragazza chiede subito aiuto a Nemo, che si precipita sul posto insieme a Ferro e porta via i due. Malcom viene salvato da un medico, ma poco dopo a casa Bandera si presenta la polizia per arrestare Nemo, il quale al telefono con Ferro poco prima si era tradito, dicendo che avrebbe ucciso Freddy, così come già aveva ucciso Buscemi. Bandera viene rilasciato la mattina seguente, poiché Mario dimostra che le intercettazioni ottenute con il trojan sono illegali. Nemo, quando torna a casa, dice alla moglie che le sue iniziative verranno annullate. Nemo chiede a Ferro di indagare sulla pistola di Malcom, perché non crede alla versione del contabile, secondo cui avrebbe imparato a sparare al poligono. Nella villa Bandera fa la sua comparsa Monica: è la sorella di Serena, per la quale Nemo nutre antipatia. Mario, prendendo spunto dai consigli di Lara, regala a Nina l'anello che apparteneva a sua madre.Vito, uomo fidato di Ferro, ha trovato il deposito di Tigre, ma viene ucciso da Freddy. Ferro, quando viene a sapere da un poliziotto corrotto che la pistola di Malcom è del gruppo d'investigazione sulla criminalità organizzata della Guardia di finanza e che il vero Malcom Rossi è morto tre anni prima, avvisa subito Nemo e Mario, ma il contabile è già scappato dalla villa, dopo aver copiato dei file compromettenti dal pc del boss. Mario si precipita in sede per eliminare dei documenti cartacei importanti e Nina gli dice di volere la comunione dei beni, diversamente da quanto richiesto dal padre, per rischiare tutto insieme a lui. Lara è sconvolta dalla scoperta, mentre Malcom consegna al suo superiore la chiavetta, che può servire a smantellare la rete di riciclaggio di Bandera. Monterosso, radiato dal corpo di polizia per i suoi inconcludenti risultati nell'indagine contro Nemo, incontra Alex sulla spiaggia, dove è stato ucciso suo padre, dicendogli che lui non può fare niente, ma gli consegna una pistola e l'audio della telefonata tra Nemo e Ferro, nella quale il boss si autoaccusa dell'omicidio.
- Ascolti: telespettatori 2 607 000 – share 15,60%[8].

## Sesta puntata

### Episodio 11
- Diretto da: Claudio Amendola
- Soggetto di: Camilla Nesbitt
- Scritto da: Mizio Curcio, Paolo Marchesini e Sandrone Dazieri

#### Trama
Elisa sembra non voler lasciare andare Mario e i due continuano a vedersi per fare sesso. La ragazza della discoteca racconta a Carlo di essere stata ingaggiata da Mario per rovinarlo. Nemo continua a sospettare di Mario e gli fa capire che non dovrà più frequentare altre donne, ora che si sposerà con sua figlia. Lara ha capito che Mario sente ancora la mancanza del suo defunto padre; Monica li guarda da lontano sospettando che forse Mario prova qualcosa per Lara. Nemo ripensa al padre di Mario, c'è qualcosa legato alla sua morte che Mario ignora, infatti Nemo è consapevole che un giorno dovrà raccontare a Mario la verità sulla morte del genitore. Nemo si innervosisce quando Serena gli propone di chiedere dei soldi in prestito da Monica per risollevare la Deep Sea: infatti per Nemo è impensabile, dal momento che chiedere dei soldi a Monica equivale a chiederli a suo marito, dato che Nemo non ha una buona considerazione del cognato. Nemo si scompone quando, durante la cerimonia in chiesa, sente Nina scegliere la comunione dei beni anziché la separazione dei beni come da lui auspicato, e durante il ricevimento la riprende davanti a Mario. Carlo fa capire a Mario di aver capito di essere stato ingannato da lui e lo mette in guardia. Poco dopo Nemo si blocca, mentre sta per iniziare un discorso davanti a tutti gli invitati; in quel momento, mentre Carlo sta per prendere la parola, irrompe nella villa Alex, che punta la pistola contro Nemo, la guardia del corpo di Monica spara ad Alex, il quale preme il grilletto e la pallottola raggiunge Carlo che istintivamente, per proteggere il padre, si era contrapposto tra Nemo e Alex. Quest'ultimo muore in ospedale e Nemo fa sparire il cellulare del ragazzo, dove c'era la registrazione in cui Nemo ammetteva di aver ucciso il padre di Alex: a quel punto Nemo e Ferro capiscono che a consegnare ad Alex la registrazione e a procurargli la pistola è stato Monterosso. Carlo invece si salva per miracolo e dopo non molto si risveglia. Santa sgrida il figlio perché si sta facendo manipolare da Freddy e lo spinge a "venderlo" a Nemo; poco dopo la donna incontra Nemo fuori dall'ospedale e gli offre la testa del rumeno in cambio della pace. Freddy però capisce tutto e uccide Tigre; Santa è straziata, chiede a Nemo di vendicare la morte del figlio e gli consegna la pistola di Monterosso, quella che è stata usata per uccidere l'agente Riccardi. Freddy e il suo braccio destro Enzo rapiscono Carlo dalla clinica mentre è sedato; Nemo viene allertato da Lara, e insieme a Ferro fa subito cancellare le riprese delle telecamere, intimando al direttore di non rivolgersi alla polizia, perché vogliono risolvere loro stessi la situazione.
- Ascolti: telespettatori 2 684 000 – share 16,00%[9].

### Episodio 12
- Diretto da: Claudio Amendola
- Soggetto di: Camilla Nesbitt
- Scritto da: Mizio Curcio, Paolo Marchesini e Sandrone Dazieri

#### Trama
Nemo e Mario vanno in banca, ma il direttore comunica loro che non possono prelevare più di 5 000 euro perché i conti bancari della famiglia e della Deep Sea sono controllati dalla Guardia di finanza. Mario decide di usare i soldi del proprio conto, ma non è possibile, perché, ora che lui e Nina sono sposati, il suo conto è unificato con quello della famiglia Bandera. Nemo sembra non riuscire a orientarsi, non ricorda nemmeno perché è andato in banca, Mario quindi lo porta via, non aveva mai avuto un vuoto di memoria così intenso. Quando si riprende chiede a Mario di non parlarne con nessuno. Freddy chiama Nemo e gli chiede 2 milioni come riscatto. Monica è pronta a pagare il riscatto. Infatti il marito le aveva affidato dei soldi per alcune transazioni commerciali, è disposta a cederli a Nemo, ma in cambio vuole il 50% della società che era di suo padre. Mario, designato per consegnare il riscatto, dà a Freddy la borsa con i soldi, mentre quest'ultimo si allontana con Enzo e in una grotta trova Carlo: dopo aver slegato il ragazzo, questo inveisce contro di lui, Mario perde il controllo quando Carlo lo chiama "orfano" e lo uccide, spezzandogli l'osso del collo, non sapendo che Monterosso, nascosto tra gli alberi, lo sta filmando con il cellulare. Mario porta alla villa il cadavere del ragazzo, raccontando che lo aveva trovato morto dopo lo scambio; i Bandera sono sconvolti e Serena incolpa Nemo dell'accaduto. Di sera il furgone di Freddy viene intercettato dagli uomini di Monica tramite un GPS che era stato messo tra le banconote. Monica fa uccidere Enzo e a sorpresa risparmia il rumeno, chiedendogli di eliminare Nemo per conto suo. Per evitare problemi con la polizia, la famiglia Bandera mente, dichiarando che Carlo si è suicidato a causa della morte di Alex. La sepoltura di Carlo viene autorizzata e al funerale Serena chiede a Nemo di vendicarlo. Nel frattempo Elisa inizia a sentirsi male, si fa visitare da un medico che le assicura che sta bene, ha avuto un leggero malessere solo per colpa dello stress, ma le rivela che il ginecologo ha sbagliato diagnosi: non ha mai avuto l'ipertensione polmonare; quando Elisa giura di farlo radiare dall'albo, il ginecologo si vede costretto ad ammette che Mario lo aveva obbligato a mentirle, solo per spingerla ad abortire. Dopo il funerale, Nemo trova il coraggio di raccontare a Lara di essere malato, ammettendo di aver rimpianto la sua decisione di lasciare lei ed Ada; poco dopo la ragazza gli salva la vita, sparando in testa a Freddy, che stava per ucciderlo. Serena per la prima volta tratta Lara con affetto, abbracciandola, dato che ha salvato Nemo, oltre al fatto che ha vendicato Carlo (tutti ignari che il vero assassino è Mario). Nina racconta a Mario di essere incinta. Monica dice a Nemo che resterà a Levante e che sta per arrivare anche suo marito. Nemo dice quindi a Ferro che bisogna riprendere in mano il traffico di droga per prepararsi all'arrivo del cognato, e dice a Serena che sarà lei a prendere il suo posto alla Deep Sea, per tenere testa a Monica. Nina racconta al padre di essere incinta e lui comunica a Mario la sua scelta di mettere Serena a capo dell'azienda, chiedendogli di affiancarla. Sul telefono di Mario arriva un messaggio con il video che lo ritrae mentre uccide Carlo: è Monterosso che glielo ha mandato.
- Ascolti: telespettatori 2 684 000 – share 16,00%[9].